# Xã Elba, Quận Gratiot, Michigan
Xã Elba (tiếng Anh: Elba Township) là một xã thuộc quận Gratiot, tiểu bang Michigan, Hoa Kỳ. Năm 2010, dân số của xã này là 1.396 người.